# Bouillancourt-en-Séry
Bouillancourt-en-Séry är en kommun i departementet Somme i regionen Hauts-de-France i norra Frankrike. Kommunen ligger i kantonen Gamaches som tillhör arrondissementet Abbeville. År 2022 hade Bouillancourt-en-Séry 538 invånare.

## Befolkningsutveckling
Antalet invånare i kommunen Bouillancourt-en-Séry
| Referens: INSEE |